# Janet Waldo
Janet Marie Waldo (ur. 4 lutego 1919 w Yakimie, zm. 12 czerwca 2016 w Los Angeles) – amerykańska aktorka głosowa. Dubbingowała wiele postaci animowanych. Najbardziej znana jako Judy Jetson, Penelopa Pistop oraz tytułowa Josie w Josie i Kociaki.
Zmarła w Los Angeles w wieku 97 lat.

## Filmografia
- 1959: Loopy de Loop
- 1969: Perypetie Penelopy Pitstop jako Penelopa Pitstop (Penelopa Samwdzięk)
- 1970: Josie i Kociaki jako Josie
- 1973: Przygody rodziny Addamsów jako Morticia Addams/babcia
- 1981: Smerfy jako Hogata
- 1987: Jetsonowie spotykają Flintstonów jako Judy Jetson
- 1987: Alicja po drugiej stronie lustra jako Alicja; Czerwona Królowa
- 1988: Judy Jetson i Rockersi jako Judy Jetson